# Campionati europei under 21 di tennis tavolo 2022
I Campionati europei under 21 di tennis tavolo 2022 sono stati la 6ª edizione della competizione giovanile europea di tennis tavolo. Si sono svolti dal 14 al 18 settembre 2022 al BT Arena Cluj Napoca di Cluj-Napoca, in Romania.

## Podi
| Competizioni        | Oro                             | Argento                       | Bronzo                              |
| ------------------- | ------------------------------- | ----------------------------- | ----------------------------------- |
| Singolare maschile  | Samuel Kulczycki                | Vladislav Ursu                | Miłosz Redzimski                    |
| Singolare maschile  | Samuel Kulczycki                | Vladislav Ursu                | Maciej Kolodziejczyk                |
| Singolare femminile | Elena Zaharia                   | Franziska Schreiner           | Zdena Blaskova                      |
| Singolare femminile | Elena Zaharia                   | Franziska Schreiner           | Prithika Pavade                     |
| Doppio maschile     | Csaba András Ivor Ban           | John Oyebode Carlo Rossi      | Maciej Kubik Samuel Kulczycki       |
| Doppio maschile     | Csaba András Ivor Ban           | John Oyebode Carlo Rossi      | Maciej Kolodziejczyk Vladislav Ursu |
| Doppio femminile    | Özge Yılmaz Ece Haraç           | Nicole Arlia Gaia Monfardini  | Camille Lutz Prithika Pavade        |
| Doppio femminile    | Özge Yılmaz Ece Haraç           | Nicole Arlia Gaia Monfardini  | Anna Brzyska Zuzanna Wielgos        |
| Doppio misto        | Andrei Istrate Luciana Mitrofan | Lilian Bardet Prithika Pavade | Darius Movileanu Elena Zaharia      |
| Doppio misto        | Andrei Istrate Luciana Mitrofan | Lilian Bardet Prithika Pavade | Csaba András Helga Dari             |

## Medagliere
| Posiz. | Nazione   | Oro | Argento | Bronzo | Totale |
| ------ | --------- | --- | ------- | ------ | ------ |
| 1      | Romania   | 2   | 0       | 1      | 3      |
| 2      | Polonia   | 1   | 0       | 3      | 4      |
| 3      | Turchia   | 1   | 0       | 0      | 1      |
| 4      | Ungheria  | 0.5 | 0       | 1      | 1.5    |
| 5      | Polonia   | 0.5 | 0       | 0      | 0.5    |
| 6      | Italia    | 0   | 2       | 0      | 2      |
| 7      | Francia   | 0   | 1       | 2      | 3      |
| 8      | Moldavia  | 0   | 1       | 0.5    | 1,5    |
| 9      | Germania  | 0   | 1       | 0      | 1      |
| 10     | Austria   | 0   | 0       | 1.5    | 1.5    |
| 11     | Rep. Ceca | 0   | 0       | 1      | 1      |
| Totale | Totale    | 5   | 5       | 10     | 20     |